# ويلفريد كونويل باين
ويلفريد كونويل باين (بالإنجليزية: Wilfred Conwell Bain)‏ هو ملحن أمريكي، ولد في 20 يناير 1908 في شوفيل ‏ في كندا، وتوفي في 7 مارس 1997 في بلومنغتون في الولايات المتحدة.